# 刷手護理師
刷手護理師或刷手护士（英語：scrub nurse），又稱器械護理師或器械护士（英語：instrument nurse），是手术室中进行无菌操作的護理師，因为在進入手術室前要進行刷手消毒，故而得名。刷手護理師是外科手术的團隊成員之一，主要工作是在为外科医师即时提供术内所需的手术器械和药剂，通常是手术台无菌区内唯一的三个人之一（另外两人分别是主刀的外科医师及其助手）。

## 工作內容

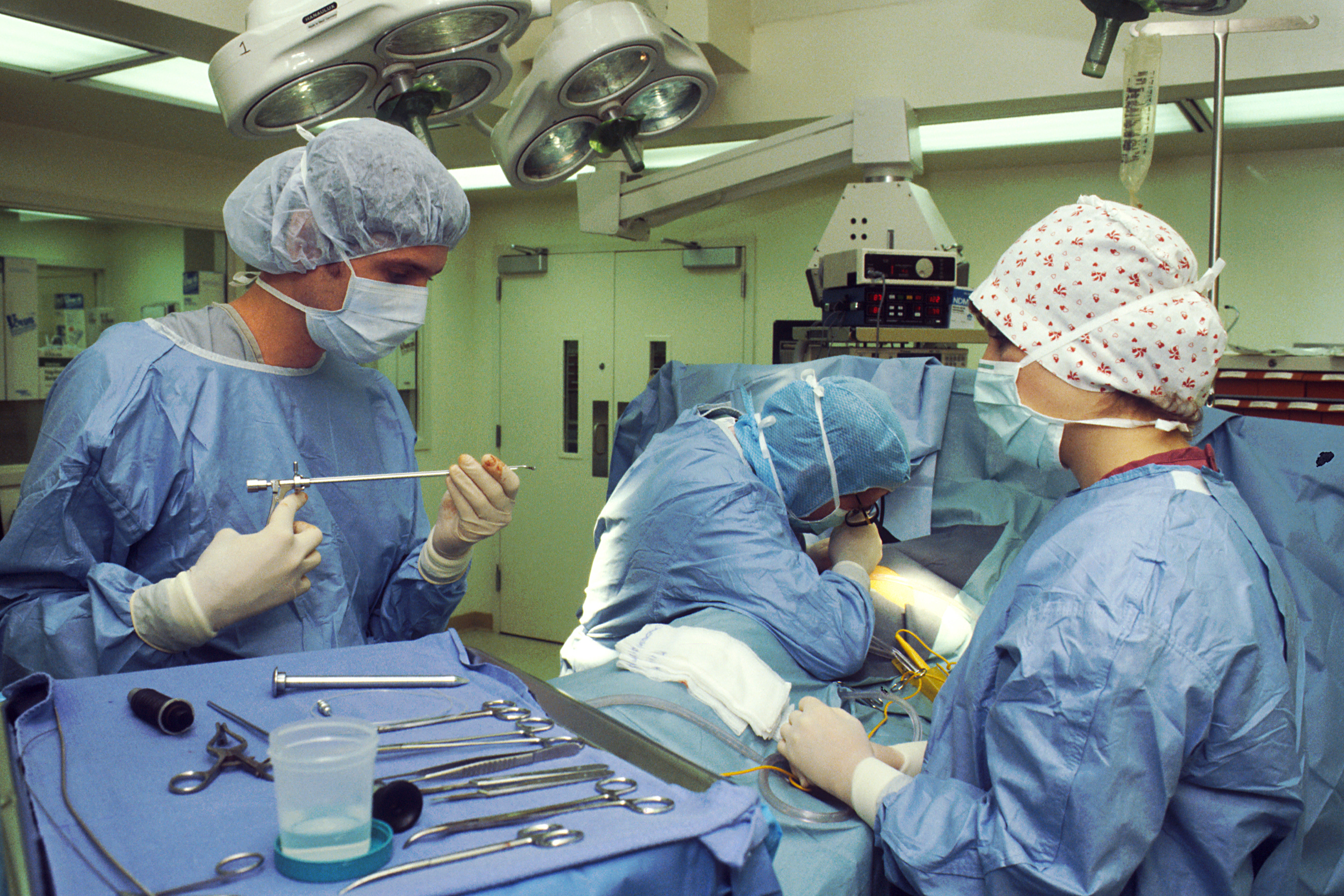
刷手護理師（右）給予外科醫師需要的器械。

刷手護理師的工作包括開無菌包的內包、整理器械、在手術前、中、後與流動護理師點清器械及紗布、協助醫師穿著手術衣、幫病患鋪上治療巾、大單及洞單、幫醫師拉勾、拉線、抽吸、給予醫師器械以及維持無菌環境。